# Fronteras de Estonia
Las fronteras de Estonia son los linderos internacionales que Estonia comparte con sus Estados vecinos. Están representados por líneas que delimitan el territorio nacional donde el Estado ejerce su autoridad soberana.

## Fronteras terrestres y marítimas
Estonia tiene fronteras terrestres y marítimas con:
- Rusia (294 km):[1][2] véase frontera entre Estonia y Rusia;
- Letonia (339 km):[1][3] véase frontera entre Estonia y Letonia;
- Finlandia: véase frontera entre Estonia y Finlandia;
- Suecia: véase frontera entre Estonia y Suecia.